# Самаракун, Невилл
Невилл Данбар Мирахаватте Самаракун (22 октября 1919 года — 1990 год) — известный ланкийский адвокат, служивший в качестве Верховного судьи Шри-Ланки с 1977 по 1984 годы. Его отцом был А. К. В. Самаракун, а матерью Чандравати Мираватте Кумарихами.
Он получил образование в Тринити-колледже в Канди, а затем в Университетском колледже в Коломбо и Юридическом колледже Коломбо. Он начал работу в качестве адвоката в 1945 году, и работал в качестве королевского адвоката с 1948 по 195?, когда он вернулся к частной практике. Он снова стал королевским адвокатом в 1968 году. С 1964 по 1977 год он был членом коллегии адвокатов, и заседал в дисциплинарной коллегии адвокатов с 1971 по 1974, а затем снова в 1976 и 1977 годах.
Он был назначен Верховным судьей Верховного суда Шри-Ланки в 1977 году, эту должность он занимал до выхода на пенсию в 1984 году.